# Ghosts (televisieserie)
Ghosts is een Britse sitcom die voor het eerst werd uitgezonden op BBC One op 15 april 2019. De reeks gaat over een jong koppel dat onverwachts een landhuis erft dat bevolkt wordt door een groep spoken die allemaal de geesten zijn van mensen die er in de loop van de geschiedenis zijn overleden. De serie werd bedacht en geschreven door Matthew Baynton, Simon Farnaby, Martha Howe-Douglas, Jim Howick, Laurence Rickard en Ben Willbond, die allen tevens deel uitmaken van de cast.
De serie is licht geïnspireerd door de Vlaamse productie Booh! van VTM.

## Achtergrond
Ghosts werd bedacht door een collectief bestaande uit acteurs Matthew Baynton, Simon Farnaby, Martha Howe-Douglas, Jim Howick, Laurence Rickard en Ben Willbond, die elkaar leerden kennen in de cast van het succesvolle kinderprogramma Horrible Histories. Na het aflopen van die reeks eind 2013 maakten ze gezamenlijk de komische televisieserie Yonderland (2013-2016) en de speelfilm Bill (2015). Ghosts werd het derde gezamenlijke project van de groep en op 15 april 2019 werd de eerste aflevering uitgezonden op BBC One. De serie eindigde op 25 december 2023 met de kerstspecial van seizoen 5.
Op 7 oktober 2021 ging van de serie een Amerikaanse remake met dezelfde titel in première, geproduceerd door CBS Studios.

## Serie
De serie draait om het jonge echtpaar Alison en Mike Cooper die onverwachts een landhuis erven van een ver familielid van Alison. Ondanks de bouwvallige staat van het landhuis, maken ze plannen om het gebouw om te vormen tot een hotel. Ze weten echter niet dat het huis bewoond wordt door een groep spoken, allemaal geesten van mensen die in de loop van de geschiedenis in of rond het huis zijn overleden. De spoken zijn aanvankelijk niet gelukkig met de komst van de nieuwe huiseigenaars, maar omdat ze als spoken niet in staat zijn om levende mensen te beïnvloeden, kunnen ze niets doen om hen te laten afzien van hun plannen. Niet lang daarna krijgt Alison een ongeval waarbij ze van de eerste verdieping uit het raam van het huis valt door een duw van Julian Fawcett, de enige van de spoken die (met veel moeite) in staat is om fysieke objecten aan te raken. Hierdoor heeft ze een bijna-doodervaring en belandt ze tijdelijk in een coma. Nadat ze hieruit ontwaakt, is ze plots in staat om de spoken te zien, te horen en met hen te praten. Omdat Mike echter inmiddels een grote lening heeft afgesloten die ervoor zorgt dat ze het zich financieel niet meer kunnen veroorloven om elders te gaan wonen, moet Alison leren om met de spoken samen te leven en een balans te vinden tussen hun en haar eigen problemen.

### Personages
- Alison Cooper (Charlotte Ritchie): Een jonge vrouw die het landhuis geërfd heeft van een ver familielid. Na het meemaken van een bijna-doodervaring is ze in staat om spoken te zien en te horen.
- Mike Cooper (Kiell Smith-Bynoe): Alisons echtgenoot die wilde plannen heeft om het landhuis om te vormen tot een hotel, maar daarbij niet gehinderd wordt door veel kennis van zaken. Hij kan de spoken die in het huis wonen niet waarnemen, maar weet wel van hun bestaan af.
- Kitty (Lolly Adefope): De geest van een naïeve 18de-eeuwse edelvrouw die het liefst van al beste vriendinnen wil worden met Alison.
- Thomas Thorne (Matthew Baynton): De geest van een overdreven pathetische romantische dichter die een oogje heeft op Alison. Hij kwam om het leven toen hij tijdens een in scène gezet duel werd neergeschoten met een musket.
- Julian Fawcett (Simon Farnaby): De geest van een parlementslid uit de Conservative Party die in 1993 overleed tijdens een dubieus seksschandaal. Hierdoor loopt hij als geest permanent zonder broek rond. Ook is hij als enige van de spoken in het huis in staat om objecten aan te raken met zijn vingertop.
- Lady Fanny Button (Martha Howe-Douglas): De geest van de vroegere eigenaresse van het huis tijdens het edwardiaanse tijdperk. Ze werd vermoord door haar echtgenoot die haar uit het raam van het huis gooide toen ze hem betrapte op overspel; een lot dat ze gedoemd is iedere nacht te herbeleven. Ze blijkt ook als een vage schim zichtbaar te kunnen zijn op foto's.
- Pat Butcher (Jim Howick): De geest van een scoutsleider die in 1984 om het leven kwam toen één van zijn scoutskinderen tijdens het boogschieten per ongeluk een pijl door zijn nek schoot.
- Robin (Laurence Rickard): De geest van een oermens die al sinds de prehistorie op de gronden van het landhuis ronddwaalt. Door zijn hoge leeftijd is hij waarschijnlijk de meest wijze van de spoken. Ook is hij in staat lampen te laten flikkeren.
- The Captain (Ben Willbond): De geest van een latent homoseksuele legerkapitein die in het landhuis gestationeerd was tijdens de Tweede Wereldoorlog.
- Mary (Katy Wix): De geest van een ietwat excentrieke vrouw die tijdens een heksenvervolging geëxecuteerd werd op de brandstapel. Hierdoor verspreidt ze een lichte brandgeur als mensen bij haar in de buurt komen.